# Ashley Jensen
Ashley Samantha Jensen, född 11 augusti 1969 i Annan, Skottland, är en brittisk skådespelare. Hon fick sitt genombrott i Ricky Gervais komediserie Extras. För rollen som Maggie Jacobs erhöll hon både en Emmy- och en BAFTA-nominering.

## Biografi
Ashley Jensen läste drama på Queen Margaret University i Edinburgh. En av hennes första betydande roller var bredvid Billy Connelly i BBC-serien Down Among the Big Boys (1993). Hon hade sen flertalet roller i både film och TV däribland i May to December (1994), Roughnecks (1995), Dangerfield (1997), Topsy-Turvy (1999), Eastenders (2000) och Two Thousand Acres of Sky (2003).
Jensen fick sitt genombrott när hon spelade rollen som Maggie Jacobs bredvid Ricky Gervais i TV-serien Extras (2005-2007). Den var även skapad av Gervais och gick i två säsonger och fick också en julspecial. För sin insats i första säsongen belönades Jensen med två British Comedy Award för Bästa nykomling och bästa skådespelerska. För säsong två blev hon nominerad på samma gala samt blev nominerad till en BAFTA. För julspecialen 2007, nominerades hon till en Emmy Award. 2005 syntes hon även som Steve Coogans agent i Tristram Shandy.
Hon fick efter första säsongen av Extras sin första roll i en amerikansk produktion, rollen som Christina McKinney i Ugly Betty (2006-2010). Karaktären var skriven som en amerikan men producenterna gillade Jensen så mycket så hon fick behålla sin skotska accent. I slutet av tredje säsongen flyttade produktionen från New York till Los Angeles vilket gjorde det svårt för Jensen att fortsätta medverka. Hon slutade därför efter tredje säsongen, men fortsatte som gästskådespelare i fjärde säsongen.
Jensen medverkade sedan som en av huvudrollerna i den amerikanska komediserien Accidentally on Purpose (2009-2010) och började göra röstroller i bland andra Draktränaren (2010) och Gnomeo och Julia (2010). Hon spelade sedan Agatha Raisin i TV-serien Agatha Raisin – privatdetektiv (2014). Hon återförenades sedan med Gervais i Netflix-serien After Life och medverkade i samtliga tre säsonger. 2022 tog hon, inför den åttonde säsongen, över huvudrollen i BBC-serien Shetland.

## Privatliv
Jensen har en son med sin före detta make Terence Beesley som hon träffade under en produktion 1999. Beesley tog sitt eget liv i november 2017. Sedan 2023 är hon gift med skådespelaren Kenny Doughty.

## Filmografi (urval)

### Film
| År   | Titel                            | Roll                               | Notering |
| ---- | -------------------------------- | ---------------------------------- | -------- |
| 1991 | Tickets for the Zoo              |                                    |          |
| 1995 | Temp                             | Eileen                             | TV-film  |
| 1996 | The Big Picnic                   | Nessie                             | TV-film  |
| 1999 | Topsy-Turvy                      | Miss Tringham                      |          |
| 2002 | Outside the Rules                | Dawn Deacon                        | TV-film  |
| 2005 | Tristram Shandy                  | Lindsey                            |          |
| 2009 | No Holds Bard                    | Isobel                             | TV-film  |
| 2009 | Julspelet                        | Jennifer Lore                      |          |
| 2010 | Sunshine                         | Alison                             | Kortfilm |
| 2010 | Accidental Farmer                | Erin Taylor                        | TV-film  |
| 2010 | Draktränaren                     | Phlegma the Fierce                 | Röstroll |
| 2011 | Gnomeo och Julia                 | Nanette                            | Röstroll |
| 2011 | Hysteria                         | Fanny                              |          |
| 2011 | Arthur och julklappsrushen       | Bryony                             | Röstroll |
| 2012 | Piraterna!                       | The Surprisingly Curvaceous Pirate | Röstroll |
| 2013 | All Stars                        | Gina                               |          |
| 2014 | Small Time                       | Gail                               |          |
| 2015 | The Lobster                      | Kexkvinnan                         |          |
| 2015 | The Legend of Barney Thomson     | Detective Inspector June Robertson |          |
| 2018 | Mästerdetektiven Sherlock Gnomes | Nanette                            | Röstroll |
| 2019 | Draktränaren 3                   | Phlegma the Fierce                 | Röstroll |
| 2019 | Lady och Lufsen                  | Jock                               | Röstroll |
| 2022 | Christmas On Mistletoe Farm      | Mrs. Fletcher                      |          |

### TV
| År        | Titel                          | Roll                     | Notering            |
| --------- | ------------------------------ | ------------------------ | ------------------- |
| 1990      | City Lights                    |                          | 1 avsnitt           |
| 1992      | Rab C. Nesbitt                 | Flicka / Sheena          | 2 avsnitt           |
| 1993      | Down Among the Big Boys        | Claire Donnelly          | 1 avsnitt           |
| 1994      | May to December                | Rosie McConnachy         | 6 avsnitt           |
| 1994      | The Tales of Para Handy        | Catriona MacLean         | 1 avsnitt           |
| 1994      | Takin' Over the Asylum         | Kathleen                 | 1 avsnitt           |
| 1995      | Roughnecks                     | Heather                  | 13 avsnitt          |
| 1995      | The Baldy Man                  | Hårfrisörska             | 1 avsnitt           |
| 1995      | Waiting                        | Amanda Cookson           |                     |
| 1995      | Capital Lives                  | Eileen                   | 1 avsnitt           |
| 1996      | Bad Boys                       | Morag                    | 6 avsnitt           |
| 1996      | Casualty                       | Jess                     | 1 avsnitt           |
| 1997      | The Bill                       | Kate Selby               | 1 avsnitt           |
| 1997      | Dangerfield                    | Michelle Thomson         | 1 avsnitt           |
| 1998      | Mortimer's Law                 | Naomi Childs             | 1 avsnitt           |
| 1998-2000 | City Central                   | Sue Chappel              | 31 avsnitt          |
| 2000      | Eastenders                     | Fiona Morris             |                     |
| 2001      | Rebus                          | Mhairi Henderson         | 1 avsnitt           |
| 2001-2003 | Clocking Off                   | Babs Leach / Babs Fisher | 5 avsnitt           |
| 2002      | Breeze Block                   |                          | 5 avsnitt           |
| 2003      | Coming Up                      | Rachel                   | 1 avsnitt           |
| 2003      | Tyst vittne                    | Becky Metcalf            | 2 avsnitt           |
| 2003      | Sweet Medicine                 | Faye Brooks              | 5 avsnitt           |
| 2004      | Casulty                        | Stella                   | 2 avsnitt           |
| 2005      | Meet the Magoons               | Poliskvinna              | 1 avsnitt           |
| 2005      | Taggart                        | Agatha Ferry             | 1 avsnitt           |
| 2005-2007 | Extras                         | Maggie Jacobs            | 13 avsnitt          |
| 2006      | Eleventh Hour                  | Rachel Young             | 4 avsnitt           |
| 2006-2010 | Ugly Betty                     | Christina McKinney       | 66 avsnitt          |
| 2009-2010 | Accidentally on Purpose        | Olivia                   | 18 avsnitt          |
| 2011      | The Reckoning                  | Sally Wilson             | 2 avsnitt           |
| 2013      | Love and Marriage              | Sarah                    | 6 avsnitt           |
| 2013      | The Escape Artist              | Kate Burton              | 3 avsnitt           |
| 2014-2022 | Agatha Raisin – privatdetektiv | Agatha Raisin            | 20 avsnitt          |
| 2015-2019 | Catastrophe                    | Fran                     | 18 avsnitt          |
| 2017      | Love, Lies & Records           | Kate Dickenson           | 6 avsnitt           |
| 2018      | Ducktales                      | Downy McDuck             | Röstroll, 2 avsnitt |
| 2019      | Lita på mig                    | Debbie Dorrell           | 4 avsnitt           |
| 2019-2022 | After Life                     | Emma                     | 18 avsnitt          |
| 2021      | Summer Camp Island             | Miss Mary                | Röstroll, 3 avsnitt |
| 2022      | Mayflies                       | Anna                     | 2 avsnitt           |
| 2023-2025 | Shetland                       | Ruth Calder              | 13 avsnitt          |

## Priser och utmärkelser
- 2005 – British Comedy Award för bästa nykomling och bästa kvinnliga skådespelare[14]
- 2006 – Guldrosen för bästa kvinnliga skådespelare i en sitcom[15]